# 大布瓦國家公園
18°22′16″N 74°18′05″W / 18.37111°N 74.30139°W

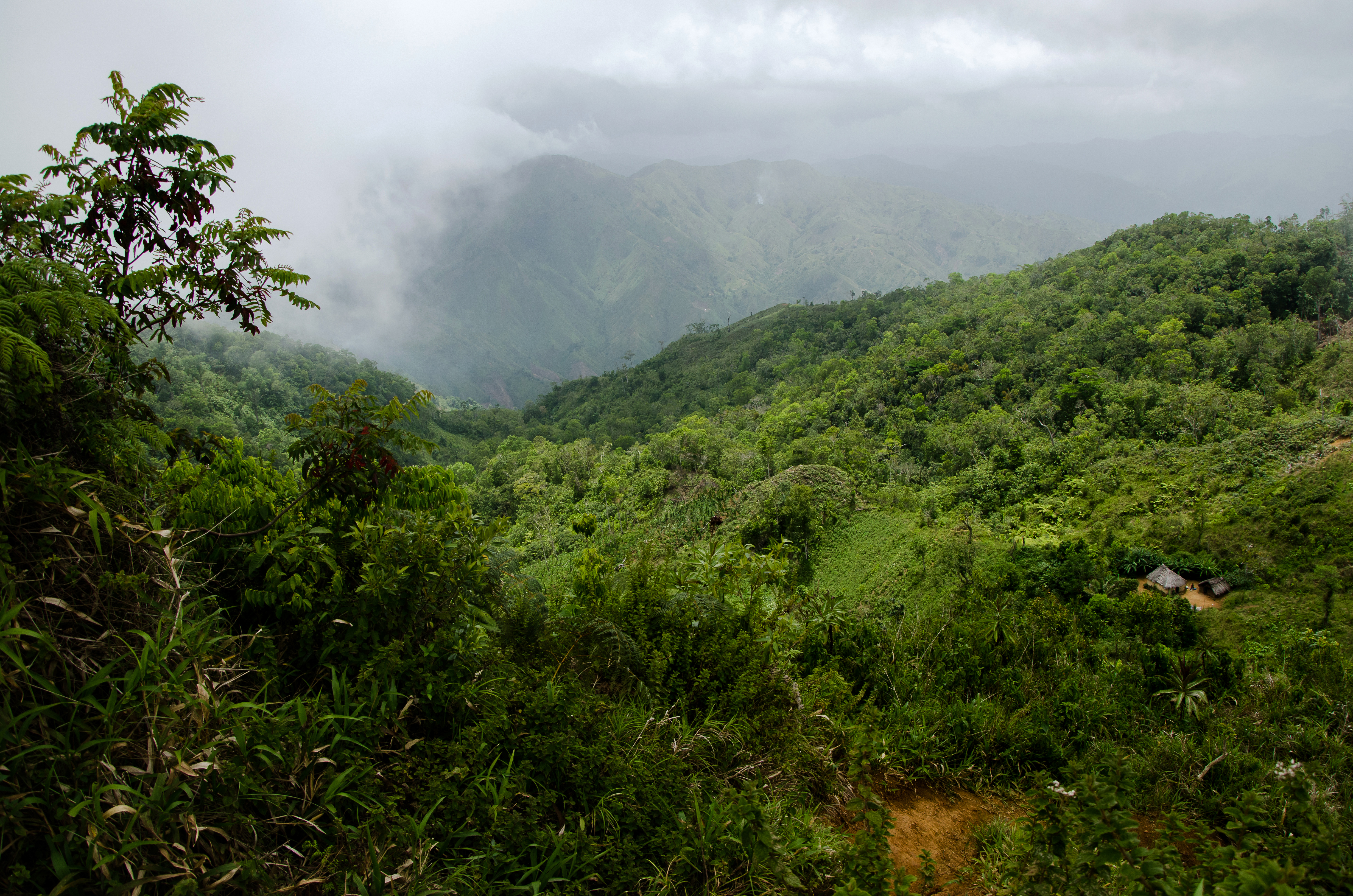

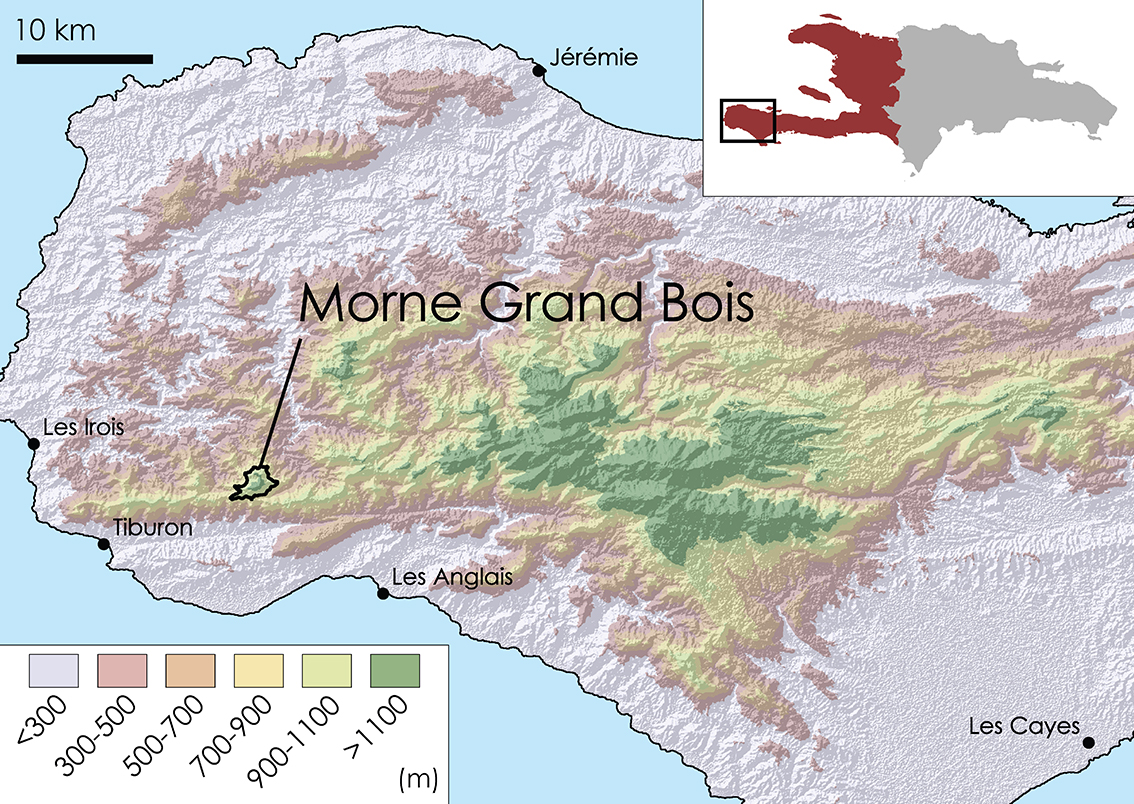

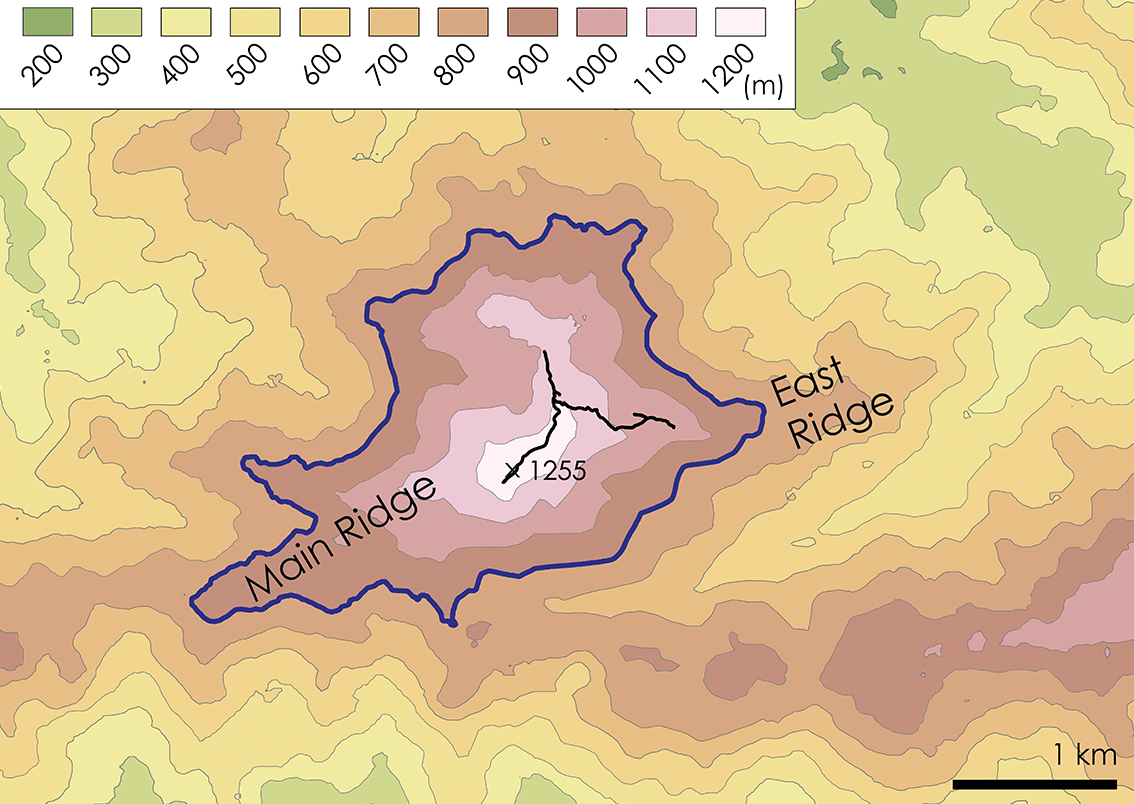

大布瓦國家公園是海地的國家公園，位於該國西南部南部省，始建於2015年9月23日，最高點海拔高度1,262米。海地國家信託基金會創始人因該地區有獨特的動植物生態系統，確定為生物多樣性的地標之一。